# O-soto-gari

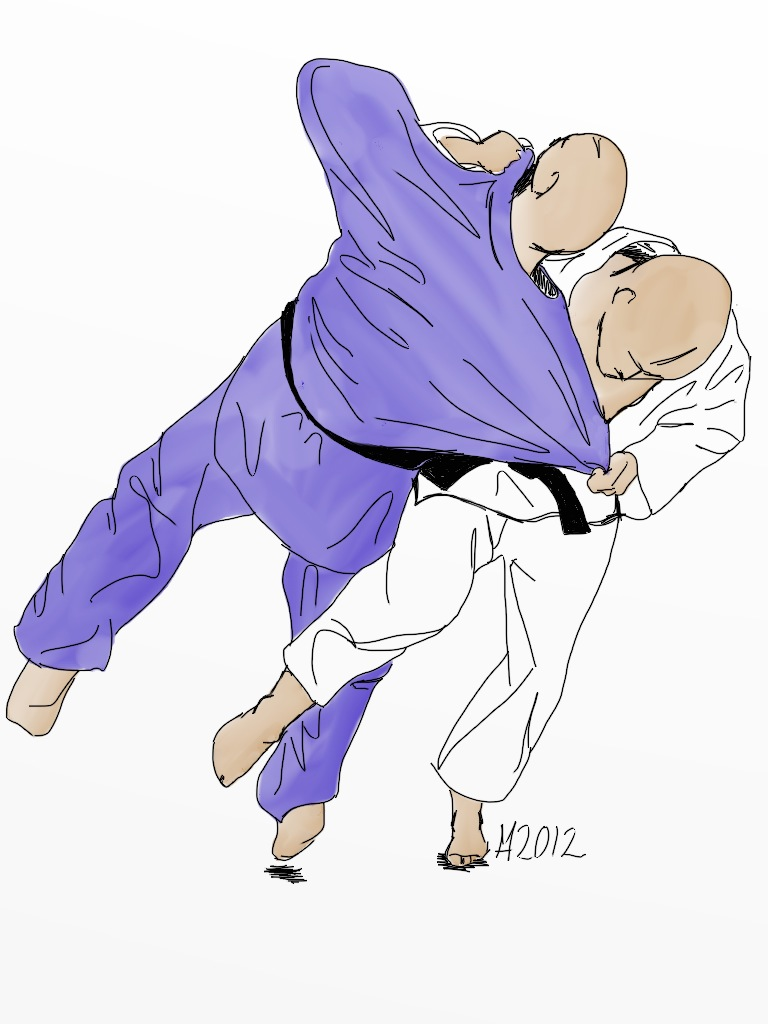
Exécution de O-Soto-Gari

O-soto-gari (大外刈り, « grand fauchage extérieur ») est une technique de projection du judo consistant à déséquilibrer l'adversaire vers l'arrière puis à le  faire tomber en lui fauchant une jambe. C'est une technique très utilisée, et que les judokas doivent apprendre dès le début de leur formation.

## Terminologie
- Oo (大) : grand
- Soto (外) : extérieur
- Gari (刈り) : fauchage